# Rudolf I. von Verden
Rudolf I. von Verden († 29. Mai 1205) war Bischof von Verden.
Über seine Herkunft ist nichts bekannt. Rudolf wird zuerst 1177 als Kanzleinotar des Kaisers Friedrich Barbarossa genannt. In den folgenden Jahren taucht er immer wieder in Begleitung des Kaisers als Angehöriger der kaiserlichen Kanzlei auf. Im Jahr 1186 stellt er Urkunden für  Heinrich VI. aus, den Sohn des Kaisers Barbarossa. Nach dem Tode seines Vorgängers Tammo am 7. Dezember 1188 wurde er von Heinrich VI. als Bischof von Verden eingesetzt, vermutlich als Belohnung für seine Tätigkeit im Reichsdienst.
Unter Rudolf zeigten sich Ansätze zur Bildung einer Territorienbildung. Er versuchte, den Eigenbesitz der Verdener Kirche zu vergrößern. Als den Staufern nahestehend, ging dies auf Kosten der nach dem Sturz Heinrich des Löwen geschwächten Welfen. Durch seine Nähe zum kaiserlichen Hof gelang es ihm, umfangreiche Schenkungen zu erhalten, unter anderem die halbe Burg Lüneburg und die halbe Saline. Durch die Veränderung der Machtverhältnisse nach dem Tod Heinrichs VI. auf seinem Kreuzzug, an dem auch Rudolf teilnahm, und der folgenden Wahl  Ottos IV. zum Kaiser, war Rudolph nach 1200 gezwungen, sich den Welfen zuzuwenden. Die meisten der Erwerbungen gingen deshalb bald wieder verloren, indem sie den Welfen wieder zu Lehen gegeben werden mussten, oder es gar nicht erst gelang, sie tatsächlich in Besitz zu nehmen.
Rudolf gründete 1195 die Burg Rotenburg im Sturmigau, mit der es ihm gelang, zumindest in ihrer Umgebung eine Territoriale Herrschaft zu begründen. Diese Politik wurde von seinem Nachfolger Iso von Wölpe fortgesetzt. Unter Rudolf wurde 1197 das alte Kloster im heutigen Buxtehude gegründet.